# 南新町 (高松市)
南新町（みなみしんまち）は、香川県高松市中心部の町丁。郵便番号は760-0051。住居表示に関する法律に基づく住居表示は実施されていない。

## 地理
高松市役所より0.3km、高松市中心部の都心に位置し、高松中央商店街を成す南新町商店街（市道丸亀町栗林線）を挟んだ西側と東側を町域とする南北に長い両側町である。当町の全域を占める南新町商店街は南北に延びた全長約310のアーケード付き自転車歩行者専用道路で買い物客や通行人が行き交うほか、かつて高松城下を中心とした五街道のうち、仏生山街道と琴平街道がこの道筋を経由しており、常磐橋（現・丸亀町ドームの北側）から当町を南進して栗林町で分岐の後、それぞれ仏生山及び琴平へ延びていた。
2015年国勢調査による人口は94人（男41人/女53人）、世帯数は42世帯、面積は2万2165.94m2、人口密度は4240.7人/km2。公立小学校・中学校の校区は全域が新番丁小学校・紫雲中学校に属している。
町内における都市計画法に基づく用途地域は全域が商業地域で、容積率は国道11号高松北バイパス沿いが600%、それ以外が500%である。

## 歴史
町名は、城下町の南に新しくつくられた町の意で、北半分が一丁目で、南半分が二丁目であった。1640年（寛永17年）の高松城下絵図には見えず、南新町一丁目水帳に「宝永五戊子年改写」とあることから少なくともこの頃には存在していた。
江戸時代の当町からは多くの文人を輩出している。元文～安永年間頃の俳人亀井楚得は祥雲軒と号し、菓子商を営んでいたようである。1757年（宝暦7年）に売薬商の家に生まれた画家長町竹石は諸種の画法を修め一家をなし、1806年（文化3年）に没した。門弟には中川馬嶺・青山石泉・西原竹屋等がいる。また画家亀井東渓も当町出身で、京都・長崎に遊学に際して清人沈南蘋の画風を学び、1816年（文化13年）に没した。
当町における大店の一つ、池田屋呉服店は享保年間に細渓太四郎が創設したと伝えられ、主に絹物類を販売して藩から御用商人に指定されている。大店にはこの他に池田屋・伏石屋・三倉屋があった。三倉屋はもと備前富山城主と伝えられ、8代目市太夫が1849年（嘉永2年）に死去している。1761年（宝暦11年）と1766年（明和3年）に与謝蕪村が讃岐を訪れた時に同家に逗留したという。また、三倉屋は池田屋と同じく御用商人の一人で、藩から扶持米を給されていた。市太夫の代に池田屋が三人扶持であったのに対して三倉屋は五人扶持であり、その頃の俗謡に「あれは御城の三倉屋か」と謳われたほどの資産家だったが、明治期の終わりには没落した。江戸時代の当町は新井戸から配水を受けていたと推測され、1853年（嘉永6年）の新井戸水道年賦銀上納割高控によれば当町から銀15匁が納められている。
1890年（明治23年）2月15日にはそれまで城下町各町の集合体であった高松の区域を以って市制を施行して高松市が成立し、南新町はその一部となった。1897年（明治30年）頃当町には商家や職人が71軒、その業種は27種に上り、うち売薬商6、呉服太物商9、履物商6、足袋商5であった。これは当時の高松市内で田町に次いで多く、市全体でそれぞれの営業軒数は41、56、24、18であったことから、これら業種の当町への集中は顕著である。売薬商の一つに岡内勧弘堂があり、同家の売り出した千金丹は全国的にも有名で、各地に行商されたという。また呉服太物商として前述の細渓宗次郎（池田屋）が挙げられる。
1945年（昭和20年）7月4日未明にはアメリカ軍による無差別絨毯爆撃「高松空襲」を受け、町内全てが灰燼に帰した。空襲で壊滅的な被害を受けた高松市中心部では大部分で土地区画整理事業（戦災復興土地区画整理事業）が施行され、南新町でも第一工区一次として区画整理の対象となり、町内の多くの街路が拡張・改良された。この区画整理事業の完工となる換地処分公告は1958年（昭和33年）7月10日である。その翌日の7月11日を以って、当町一丁目の大部分が丸亀町へ、一部が亀井町、鍛冶屋町、常磐町一～二丁目、瓦町一～二丁目及び古馬場町へ編入され、同時に西瓦町及び田町の各一部を当町に編入した。

## 主要施設
掲載順は地番の順序による
- 三菱UFJ信託銀行高松支店
- 三菱UFJモルガン・スタンレー証券高松支店
- ダイコクドラッグ高松南新町店
- 阿波銀行高松支店
- ザ・ダイソー高松南新町店
- 香川銀行本店営業部南新町出張所 - 2021年2月19日（営業最終日）をもって親店舗にブランチインブランチ（ATMは残存）。
- 高松オリーブホール
- アニメイト高松店
- 餃子の王将高松南新町店（マクドナルド高松店（1980年開店、2010年11月閉店）の跡地）
- 吉野家高松瓦町店
- たまや南新町店